# リーヴァイ・ストラウス
リーヴァイ・ストラウス（Levi Strauss、1829年2月26日 - 1902年9月26日）は、ユダヤ系ドイツ人移民で、アメリカ人の企業家。ジーンズの世界的メーカーであるリーバイ・ストラウス社の創業者ファミリーの一人である。
構造主義人類学者クロード・レヴィ＝ストロースとは同姓で遠縁に当たるという誤解があるが、同じユダヤ系でこそあれ血縁関係はない。リーヴァイ・ストラウスは「ストラウス」が姓、クロード・レヴィ＝ストロースは「レヴィ＝ストロース」が姓に当たり、全く別の姓である。

## 出生

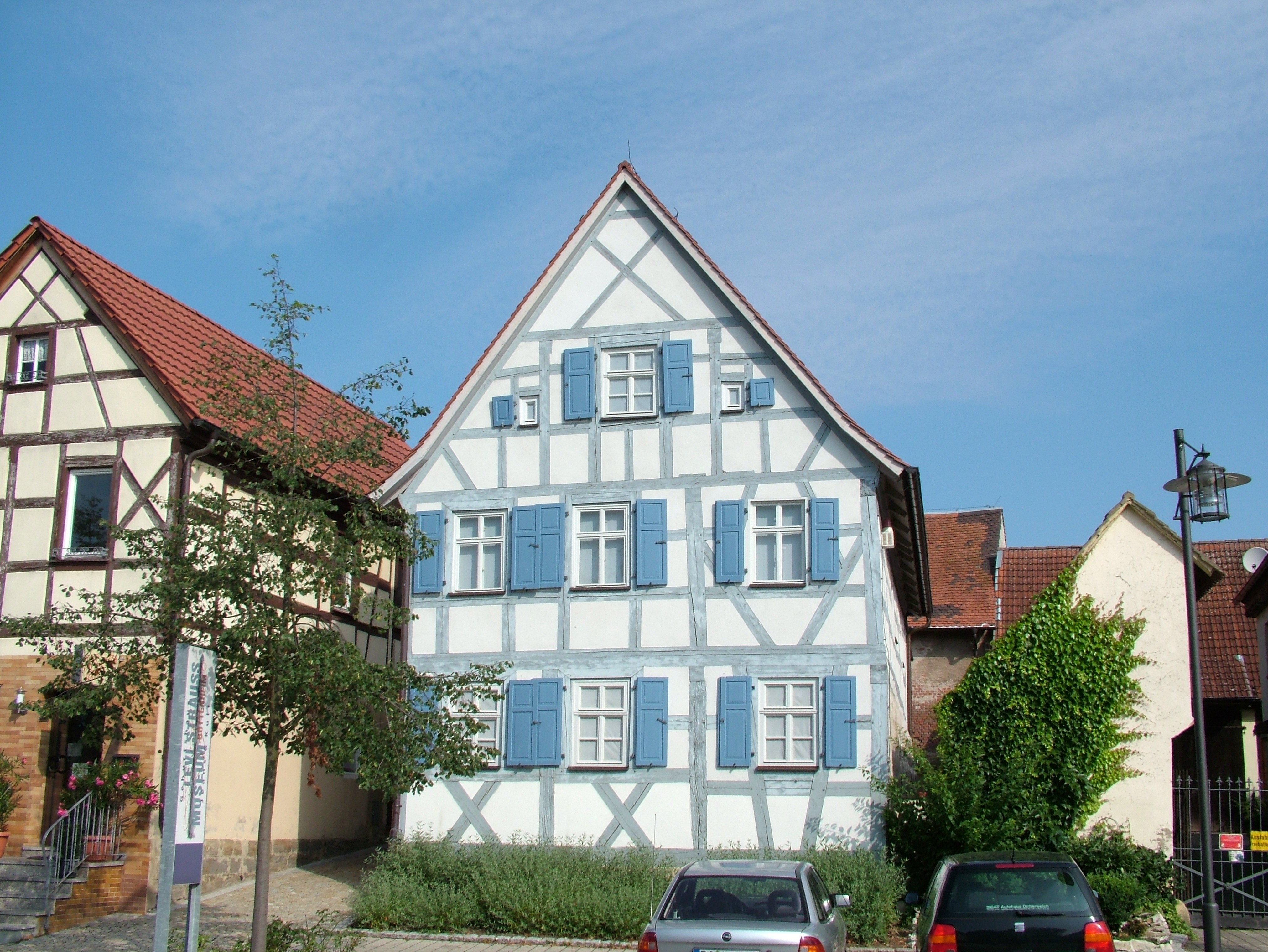
リーヴァイ・ストラウスの生家

リーヴァイ・ストラウスはバイエルン王国北部のフランケン地方ブッテンハイムで、アシュケナージ系ユダヤ人の一家にレープ・シュトラウス (Löb Strauß) として生まれた。父親は織物類の行商人であるヒルシュ・シュトラウス、母親はレベッカ・ハースであり、母のレベッカは父のヒルシュにとって2番目の妻であった。
レープの家族は2階建ての1階に住み、もう1つの家族は2階に住んでいた。
一家の父ヒルシュはレープが16歳の時に腫瘍のため死去した。そしてレープが18歳となった1847年に、母レベッカと二人の姉のマイラ（Maila）、フェーゲラ（Vögela）と共にニューヨークに旅立った。そして、母親の違う兄であるヨナ（Jonas）、ルイ（Louis）が営んでいた「J.シュトラウス・ブラザー＆カンパニー」と呼ばれる織物類の卸売事業を手伝い始めた。
1849年、レープはルイビルに移って生活し、兄達の会社の品物をケンタッキー州で販売した。
1850年に彼はLoeb（Löb）がアメリカ人に発音できないため「レヴィ・シュトラウス」で知られていた。その年に姉のファニー（フェーゲラ）とユダヤ人移民で織物商のデビッド・スターンは結婚し、ミズーリ州 セントルイスに移った。
1853年1月、24歳になっていた彼は、念願のアメリカ市民となり、英語読みの「リーヴァイ・ストラウス」と名のったが、正式なサインはLoebと書いていた。

## キャリア
ストラウス家はカリフォルニア・ゴールドラッシュの商業の中心だったサンフランシスコの西海岸で、ファミリーによる織物類のビジネスを開設することを決めた。リーヴァイはファミリーの代表として選ばれ、サンフランシスコ行きの蒸気船に乗った。彼は1853年3月の初めに到着し、ファニーの家族と合流した。
リーヴァイはファニーの育ち盛りの家族と一緒に生活することとなった。
リーヴァイは義理の兄のデヴィッド・スターンと共に「リーバイ・ストラウス＆カンパニー」という織物類の卸売事業をカリフォルニア・ストリートで開始した。ニューヨークの兄達から織物類、衣料品、寝具、櫛、財布、ハンカチまでを卸した。
当時はゴールドラッシュの最盛期であり、ストラウス家は金の鉱山労働者が衣服や縫製の需要を持っていると目論んだ。彼らはテントや荷馬車の幌を作るためにキャンバス帆布を準備し、鉱山労働者に販売した。
1872年、ストラウスはネバダ州リノで洋服店を営むジェイコブ・デイヴィスからの手紙を受け取る。デイヴィスはリガ出身の移民で、ストラウスの上顧客の一人であった。その手紙にはデイヴィスが客のために面白い方法でズボンを作ったことが書かれていた。彼はズボンに金属鋲を用いたのであった。デイヴィスには特許を取得するための資金がなかったため、ストラウスがその資金を提供し、彼らのビジネスに加わったデイヴィスと協同で特許を申請した。
1873年5月20日、ストラウスとデイヴィスはデニムの作業ズボンのポケットを銅製の鋲で強化する特許を特許番号139121号として取得した。
リーバイ・ストラウス社はニューハンプシャー州マンチェスターのアモスキーグ社製の帆布を用いて、新しいスタイルのワークパンツとして、最初のブルージーンズを製造し始めた。

## 没後
1902年9月26日にリーヴァイ・ストラウスは73歳で死去した。彼は一度も結婚することは無かったので、彼の姉のファニーの息子であるジェイコブ、ルイス、エイブラハム、ジークムントの四人の甥が会社を引き継いだ。
彼はまた、太平洋ヘブライ人孤児保護施設とローマ・カトリック孤児保護施設のような数々の慈善団体に遺産を残した。リーヴァイの財産は約600万ドル（2014年の価値で換算すると約1億6400万ドル）と推定された。
彼はカリフォルニア州のコルマに埋葬された。
会社は1906年のサンフランシスコ地震とその後の火災により打撃を受けたが再建することができた。その後ジェイコブ・デイヴィスは株を会社に売り戻した。
リーバイ・ストラウス博物館はシュトラウス家の生家であり、1687年にドイツのブッテンハイムに建てられた。リーバイ・ストラウス＆カンパニーの世界本部である来客施設もサンフランシスコにあり、歴史的な品の数々を展示している。
リーバイ・ストラウス財団の始まりは、1897年のカリフォルニア大学バークレー校への寄付であった。

## 家系図
ドイツのサイトより家系図が公開されている。
|                          |                          |                          |                          |                          |                          |  |  |          |          |          |          |          |          | マイラ | マイラ | マイラ                | マイラ                | マイラ                | マイラ                |                       |                       |  |  |                                     |                                     | ヤコブ・シュトラウス                | ヤコブ・シュトラウス                | ヤコブ・シュトラウス                | ヤコブ・シュトラウス                | ヤコブ・シュトラウス | ヤコブ・シュトラウス |                     |                     |                     |                     |                        |                        |                        |                        |                         |                         |                         |                         |                         |                         |  |  | セルグマン・ハース    | セルグマン・ハース    | セルグマン・ハース    | セルグマン・ハース    | セルグマン・ハース    | セルグマン・ハース    |  |  |
|                          |                          |                          |                          |                          |                          |  |  |          |          |          |          |          |          | マイラ | マイラ | マイラ                | マイラ                | マイラ                | マイラ                |                       |                       |  |  |                                     |                                     | ヤコブ・シュトラウス                | ヤコブ・シュトラウス                | ヤコブ・シュトラウス                | ヤコブ・シュトラウス                | ヤコブ・シュトラウス | ヤコブ・シュトラウス |                     |                     |                     |                     |                        |                        |                        |                        |                         |                         |                         |                         |                         |                         |  |  | セルグマン・ハース    | セルグマン・ハース    | セルグマン・ハース    | セルグマン・ハース    | セルグマン・ハース    | セルグマン・ハース    |  |  |
|                          |                          |                          |                          |                          |                          |  |  |          |          |          |          |          |          |        |        |                       |                       |                       |                       |                       |                       |  |  |                                     |                                     |                                     |                                     |                                     |                                     |                      |                      |                     |                     |                     |                     |                        |                        |                        |                        |                         |                         |                         |                         |                         |                         |  |  |                       |                       |                       |                       |                       |                       |  |  |
|                          |                          |                          |                          |                          |                          |  |  |          |          |          |          |          |          |        |        |                       |                       |                       |                       |                       |                       |  |  |                                     |                                     |                                     |                                     |                                     |                                     |                      |                      |                     |                     |                     |                     |                        |                        |                        |                        |                         |                         |                         |                         |                         |                         |  |  |                       |                       |                       |                       |                       |                       |  |  |
| リップマン・シュトラウス | リップマン・シュトラウス | リップマン・シュトラウス | リップマン・シュトラウス | リップマン・シュトラウス | リップマン・シュトラウス |  |  |          |          |          |          |          |          |        |        |                       |                       |                       |                       |                       |                       |  |  | マデル・バウマン （シュナイダー？） | マデル・バウマン （シュナイダー？） | マデル・バウマン （シュナイダー？） | マデル・バウマン （シュナイダー？） | マデル・バウマン （シュナイダー？） | マデル・バウマン （シュナイダー？） |                      |                      |                     |                     |                     |                     | ヒルシュ・シュトラウス | ヒルシュ・シュトラウス | ヒルシュ・シュトラウス | ヒルシュ・シュトラウス | ヒルシュ・シュトラウス  | ヒルシュ・シュトラウス  |                         |                         |                         |                         |  |  | レベッカ・ハース      | レベッカ・ハース      | レベッカ・ハース      | レベッカ・ハース      | レベッカ・ハース      | レベッカ・ハース      |  |  |
| リップマン・シュトラウス | リップマン・シュトラウス | リップマン・シュトラウス | リップマン・シュトラウス | リップマン・シュトラウス | リップマン・シュトラウス |  |  |          |          |          |          |          |          |        |        |                       |                       |                       |                       |                       |                       |  |  | マデル・バウマン （シュナイダー？） | マデル・バウマン （シュナイダー？） | マデル・バウマン （シュナイダー？） | マデル・バウマン （シュナイダー？） | マデル・バウマン （シュナイダー？） | マデル・バウマン （シュナイダー？） |                      |                      |                     |                     |                     |                     | ヒルシュ・シュトラウス | ヒルシュ・シュトラウス | ヒルシュ・シュトラウス | ヒルシュ・シュトラウス | ヒルシュ・シュトラウス  | ヒルシュ・シュトラウス  |                         |                         |                         |                         |  |  | レベッカ・ハース      | レベッカ・ハース      | レベッカ・ハース      | レベッカ・ハース      | レベッカ・ハース      | レベッカ・ハース      |  |  |
|                          |                          |                          |                          |                          |                          |  |  |          |          |          |          |          |          |        |        |                       |                       |                       |                       |                       |                       |  |  |                                     |                                     |                                     |                                     |                                     |                                     |                      |                      |                     |                     |                     |                     |                        |                        |                        |                        |                         |                         |                         |                         |                         |                         |  |  |                       |                       |                       |                       |                       |                       |  |  |
|                          |                          |                          |                          |                          |                          |  |  |          |          |          |          |          |          |        |        |                       |                       |                       |                       |                       |                       |  |  |                                     |                                     |                                     |                                     |                                     |                                     |                      |                      |                     |                     |                     |                     |                        |                        |                        |                        |                         |                         |                         |                         |                         |                         |  |  |                       |                       |                       |                       |                       |                       |  |  |
| ヤコブ                   | ヤコブ                   | ヤコブ                   | ヤコブ                   | ヤコブ                   | ヤコブ                   |  |  | ルースラ | ルースラ | ルースラ | ルースラ | ルースラ | ルースラ |        |        | ヨナタン （ジョナス） | ヨナタン （ジョナス） | ヨナタン （ジョナス） | ヨナタン （ジョナス） | ヨナタン （ジョナス） | ヨナタン （ジョナス） |  |  | リップマン （ルイス）               | リップマン （ルイス）               | リップマン （ルイス）               | リップマン （ルイス）               | リップマン （ルイス）               | リップマン （ルイス）               |                      |                      | マイル （メアリー） | マイル （メアリー） | マイル （メアリー） | マイル （メアリー） | マイル （メアリー）    | マイル （メアリー）    |                        |                        | フェーゲラ （ファニー） | フェーゲラ （ファニー） | フェーゲラ （ファニー） | フェーゲラ （ファニー） | フェーゲラ （ファニー） | フェーゲラ （ファニー） |  |  | レープ （リーヴァイ） | レープ （リーヴァイ） | レープ （リーヴァイ） | レープ （リーヴァイ） | レープ （リーヴァイ） | レープ （リーヴァイ） |  |  |